# Skanderborg Håndbold
 Ikke at forveksle med Skanderborg Aarhus Håndbold.
Skanderborg Håndbold, tidligere Vrold-Skanderborg Håndboldklub, er en dansk damehåndboldklub beliggende i Skanderborg. De spiller deres liga- og pokalkampe i Fælledhallen. Klubben er med sine over 650 medlemmer og mere end 250 frivillige en af Danmarks største håndboldklubber og den største i Jylland.
Klubben blev grundlagt i 1982. I 2021 fusionerede Aarhus Håndbold med Skanderborg Håndbolds herrehold, og de skiftede navn til Skanderborg Aarhus Håndbold.
Skanderborg Håndbold's damehold, oprykkede for første gang til landets bedste række Damehåndboldligaen i 2016. Holdet der oprykkede dengang, bestod udelukkende af amatører, der betalte kontingent for at spille. Holdet oprykkede dog allerede i anden sæson til 1. division, da man blev sidst i ligaen. Holdet var tilbage i Damehåndboldligaen igen den efterfølgende sæson, 2018-19, hvor man herefter overlevede og siden har været spillende pr. 2022.
Klubbens tidligere hjemmebane var i Morten Børup Hallen, eller også kendt som Cigaræsken, indtil man skiftede til det nye multicenter i Fælledhallen i 2017..

Skanderborg Håndbold er desuden tilknyttet SHEA (Skanderborg Håndbold Elite Akademi), der baserer sig på udvikling af unge håndboldtalenter som vurderes til senere at kunne udvikle sig til seniorspillere på et højt plan. SHEA er adskilt fra klubben i eget selskab med egen bestyrelse og økonomi. Akademiet er et non-profit selskab, der tilstræber at tilbyde Danmarks bedste udviklingstilbud indenfor dansk ungdomshåndbold. I august 2008 startede akademiet op med U16 og U18 drenge. Fra sommeren 2010 startede akademiet også for U16 piger. Fra sommeren 2012 var akademiet fuldt udbygget med både U16 og U18 piger og drenge.
Gennem tiden har klubben været med til at udvikle flere topspillere og landsholdspillere på både ungdoms- og seniorniveau. Herunder blandt andre Anna Kristensen, Kristina Jørgensen, Laura Damgaard, Trine Pedersen, Sidsel Mejlvang, Thea Hamann Rasmussen og Sofia Deen.

## Arena
- Navn: Fælledhallen
- Siddepladser: 1.700
- By: Skanderborg, Danmark
- Adresse: Frueringsvej 5, 8660 Skanderborg

## Spillertruppen 2025-26
| Nr. | Navn                  | Nationalitet | Position     | I klubben siden |
| --- | --------------------- | ------------ | ------------ | --------------- |
| 1   | Isabella Marthorne    | Danmark      | Målvogter    | 2024            |
| 3   | Liva Strøm Andersen   | Danmark      | Stregspiller | 2025            |
| 4   | Nicoline Lauritsen    | Danmark      | Playmaker    | 2024            |
| 5   | Ida Götzsche          | Danmark      | Højre fløj   | 2025            |
| 8   | Katrine Jacobsen      | Danmark      | Venstre back | 2025            |
| 9   | Mathilde Høy Troelsen | Danmark      | Venstre back | 2025            |
| 10  | Súna Krossteig Hansen | Færøerne     | Playmaker    | 2025            |
| 15  | Astrid Leslie         | Danmark      | Playmaker    | 2024            |
| 16  | Lucca Hede            | Danmark      | Venstre back | 2024            |
| 19  | Julie Bjerregaard     | Danmark      | Venstre fløj | 2025            |
| 21  | Dicte Sønderskov      | Danmark      | Venstre back | 2025            |
| 22  | Anne Sofie Filtenborg | Danmark      | Højre fløj   | 2024            |
| 28  | Cecilie Specht        | Danmark      | Højre back   | 2025            |
| 63  | Frida Møller          | Danmark      | Højre back   | 2025            |

### Trænere
| Position        | Navn           |
| --------------- | -------------- |
| Cheftræner      | Kim Johansen   |
| Assistenttræner | Frederik Friis |

## Tidligere nævneværdige spillere
- Steinunn Hansdóttir
- Åsa Eriksson
- Kristina Jørgensen
- Trine Pedersen
- Anna Kristensen
- Laura Damgaard
- Sofie Blichert-Toft
- Sofie Alnor
- Mette Brandt Nielsen
- Sofia Deen
- Celine Holst Elkjær
- Stine Holm
- Annika Jakobsen
- Monika Kongsgaard
- Sarah Stougaard
- Amalie Wichmann
- Marie Aamand Sørensen
- Nicoline Olsen
- Edita Nukovic
- Sophie Moth
- Mette Lassen
- Sidsel Mejlvang
- Ida Mikkelsen
- Anna Wierzba
- Thea Hamann Rasmussen
- Stine Baun Eriksen
- Claudia Rompen
- Emilie Ytting Pedersen
- Henriette Hansen